# Kanetetoe Islands
Die Kanetetoe Islands sind eine Inselgruppe ostnordöstlich von Stewart Island und südlich der Südinsel von Neuseeland.

## Geographie
Die Inselgruppe ist eine der fünf Inselgruppen gleichen Namens, die mit Titi/Muttonbird Islands bezeichnet werden. Sie befindet sich in einer Entfernung von rund 9 km ostnordöstlich von Stewart Island in der Nachbarschaft der Bunker Islets, die etwas mehr als einen Kilometer nordwestlich entfernt liegen. Im Südwesten kann nach durchqueren der Abbott Passage nach rund 3,7 km Bench Island erreicht werden.
Die Kanetetoe Islands, die mit Ausnahme der südlichen Insel aus kleinen Felseninsel bestehen, liegen über eine Seefläche von rund 40 Hektar verteilt. Die südliche Insel besitzt eine Größe von rund 0,56 Hektar.